# Stoughton (Canada)
Stoughton is een plaats (town) in de Canadese provincie Saskatchewan en telt 720 inwoners (2001).